# 一隻向後開槍的獅子：拉夫卡迪歐
《一隻向後開槍的獅子：拉夫卡迪歐》（Lafcadio: The Lion Who Shot Back），是本兒童小說，最早在1963年第一次出版，由謝爾·希爾弗斯坦執筆與插畫，並以謝爾比叔叔 (Uncle Shelby) 的身份在書中說書。

## 歷史
拉夫卡迪歐 (Lafcadio) 最早第一次出現在1963年11月版的美國《花花公子》雜誌裡。這曾是希爾弗斯坦長期貢獻在花花公子雜誌合作史的一部分，同時也是他與該雜誌創辦人休·海夫納 (Hugh Hefner) 深遠關係的一部分。拉夫卡迪歐是到後來才成為兒童圖書的。

## 劇情
一隻年輕的獅子住在叢林裡。有一個晚上，當所有的獅子都在睡覺的時候，所有的獅子聽到槍聲而醒了過來。所有的獅子就全都逃走，除了一隻叫 Grmmff 的獅子。Grmmff 是故事裡的主人翁。
他很困惑為什麼所有其他的獅子要逃走，直到有一隻年長的獅子跟他說獵人來了。他不知道獵人是什麼，但他覺得「獵人」聽起來很喜歡，所以他就沒逃跑並且躲在高高的叢草之中。